# 顧嘉煇榮休盛典演唱會
《顧嘉煇榮休盛典演唱會》（英語：Dr.Koo Glorious Concert In Hong Kong  / Joseph Koo Retirement Concert 2015），2015年5月8日至5月19日期間假紅磡體育館舉行一連十二場 ; 音樂總監為其弟子兼知名作曲家徐日勤擔任，其標語為『榮休盛典 盛況空前』，并收錄於《顧嘉煇大師榮休盛典2015.2016雙演唱會》專輯內。

## 主要內容
此次演唱会為「华人歌壇元老」顧嘉煇 (英語：Joseph Koo) 正式告別樂壇而籌辦的音樂盛会，藉此肯定及嘉許他在香港樂壇的卓越貢獻，从而使粵語流行曲之文化精髓得以傳承下去，故此不少在目前仍然活躍於香港樂壇的重量級巨星亦会參与該盛会，傾心演绎多首膾炙人口的「经典金曲」；向這位音樂大師的榮休表示致敬。
与此同時，演唱會亦先後于新加坡、佛山、广州及澳門举行；反应也非常热烈。

## 參與歌手
- 鄭少秋 (香港、新加坡)
- 汪明荃 (香港、广州)
- 張敬軒 (香港)
- 葉麗儀 (香港)
- 張德蘭 (香港、澳門)
- 謝安琪 (香港、广州)
- 葉振棠 (香港)
- 關菊英 (香港、新加坡)
- 陳潔靈 (香港、广州)
- 仙杜拉 (香港)
- 羅嘉良 (香港)
- 區瑞強 (香港、澳門)
- 麦洁文 (广州、澳門)

## 特別嘉賓
- 呂方（由於呂方当年与苏永康，容祖儿及张智霖一樣皆是首次擔任顾嘉煇演唱會之表演嘉賓，他們均有表示大感荣幸。）
- 蘇永康
- 林子祥（演唱《抉擇》一曲，惟最後卻未有收錄于該专辑內。）
- 趙增熹 (伴奏《抉擇》一曲，惟最後卻未有收錄于该专辑內。)
- 倫永亮 (伴奏《愿死也为情》一曲，惟最後卻未有收錄于该专辑內。)
- 葉蒨文（演唱《愿死也为情》一曲，惟最後卻未有收錄于該专辑內。）
- 容祖兒
- 鄭俊弘（率領当时其餘的新晉歌手胡鸿鈞，吳若希，何雁诗四人合唱励志金曲《乘风破浪》，惟最後卻未有收錄於该专辑內。）
- 胡鴻鈞
- 吳若希
- 何雁詩
- 張智霖

## 演繹曲目
- Prologue (音樂演奏)：《书剑恩仇錄》、《世间始終你好》、《千王群英会》、《心债》、《上海灘》、《奮鬥》、《勇敢的中国人》、《強人》及《蝶变》
- 《今晚夜》- 陳潔靈
- 《星夜星塵》- 陳潔靈
- 《梦》- 陳潔靈 (原唱：顾媚)
- 《風雲》- 仙杜拉
- 《過客》- 關菊英
- 《倆忘煙水裡》- 關菊英、張敬軒 (原唱：关正杰、关菊英)
- 《摘星》- 张敬轩 (原唱：陈百強)
- 《随想曲》- 张敬轩 (原唱：徐小凤)
- 《忘尽心中情》- 葉振棠
- 《戲班小子》- 葉振棠
- 《難為正邪定分界》- 葉振棠、區瑞強 (原唱：叶振棠、麦志诚)
- 《相识在童年》- 區瑞強
- 《那天再重聚》- 区瑞強
- 《奋斗》- 谢安琪 (原唱：甄妮)
- 《明日之歌》- 谢安琪 (原唱：静婷)
- 《季節》- 罗嘉良
- 《女黑俠木兰花》- 葉麗儀
- 《上海灘》- 葉丽仪
- 《萬般情》- 葉丽儀
- 《上海灘龍虎鬥》- 葉麗儀
- 《愛你变成害你》- 汪明荃 (原唱：潘迪华)
- 《鐵血丹心》- 群星合唱 (原唱：罗文、甄妮)
- 《世間始終你好》- 群星合唱 (原唱：罗文、甄妮)
- 《獅子山下》- 群星合唱 (原唱：罗文)
- 《晚安曲》- 群星合唱
- 《雪山飛狐》- 呂方、關菊英
- 《万水千山纵横》- 吕方 (原唱：关正杰)
- 《当年情》- 苏永康 (原唱：张国荣)
- 《万水千山纵横》- 苏永康
- 《明日天涯》- 容祖儿 (原唱：罗文)
- 《画出彩虹》- 容祖儿 (原唱：陈百強)
- 《当年情》- 张智霖
- 《画出彩虹》- 张智霖

## 冠名贊助
- 理想集團 ( IDEAL GROUP )

## 主辦
- 新娛國際 ( JV ENTERTAINMENT )
- 星夢娛樂 ( Voice Entertainment )
- 理想天映 ( IDEAL SUNBEAM )
- 寰宇國際
- 英皇娛樂 ( EEG )
- 亞洲旭星有限公司